# خطوط لوت الجوية البولندية الرحلة 007
خطوط لوت الجوية البولندية الرحلة 007 هي رحلة طيران تحطمت في وارسو، بولندا في 14 مارس 1980 أثناء أقلاعها من نيويورك إلى وارسو وكانت تحمل علي متنها 77 راكبا و10 من أفراد الطاقم مات جميعهم بعد الاصطدام بالأرض.
الطائرة كانت من طراز إليوشن إل-62، ورأى محققوا سلامة الطيران البولندي والروسي أن سبب الحادث هو عطل في المحرك غير خاضع للسيطرة، وكان أول حادث طيران والأكثر دموية في خطوط لوت الجوية البولندية وطائرات إليوشن إل-62.